# Relaciones Estados Unidos-Santo Tomé y Príncipe
Las relaciones Estados Unidos-Santo Tomé y Príncipe son las relaciones diplomáticas entre Estados Unidos y Santo Tomé y Príncipe.
El embajador de los Estados Unidos en Gabón con base en la embajada en Libreville, está acreditado como no residente en Santo Tomé. El embajador y el personal de la embajada hacen visitas regulares a las islas. El Departamento de Estado de los Estados Unidos ha calificado las relaciones con Santo Tomé y Príncipe como excelentes.

## Historia de la relación
Santo Tomé y Príncipe comenzaron a desarrollar relaciones exteriores después de su independencia en 1975. Estados Unidos fue uno de los primeros países en acreditarse (acreditación diplomática) y en embajador de Santo Tomé y Príncipe. El primer Embajador de Santo Tomé en los Estados Unidos, residente en Ciudad de Nueva York, fue acreditado en 1985. En 1986,  Presidente de Santo Tomé Manuel Pinto da Costa visitó a los Estados Unidos y se reunió con entonces -  Vicepresidente George HW Arbusto. El gobierno de los Estados Unidos también mantiene una serie de programas de asistencia más pequeños en Santo Tomé, administrados a través de organizaciones no gubernamentales o Embajada en Libreville.
En 1992, la emisora del gobierno federal de los EE. UU. Voz de América y el Gobierno de São Tomé firmaron un acuerdo a largo plazo para el establecimiento de una transmisor de transmisión en Santo Tomé. Voice of America actualmente transmite a gran parte de África desde esta instalación.
En 2001, el presidente Fradique de Menezes aceptó $ 100.000 de Environmental Remediation, una compañía petrolera estadounidense involucrada en la exploración en alta mar, pero declaró que el dinero era una contribución legítima a la campaña.
En agosto de 2002, la BBC informó que Santo Tomé y Príncipe habían acordado albergar una base naval estadounidense para proteger sus intereses petroleros.
Las islas están en una posición estratégica en el Golfo de Guinea desde donde los Estados Unidos podrían monitorear el movimiento de los petroleros y proteger las plataformas petroleras. Más tarde, en 2002, el General Carlton W. Fulford Jr., comandante en jefe adjunto del Comando Europeo de los Estados Unidos, visitó Santo Tomé para planificar conversaciones sobre seguridad.
El 16 de julio de 2003, el gobierno del estado de 140,000 personas fue depuesto brevemente en un intento de golpe militar. El Departamento de Estado de los Estados Unidos Deploró la toma de control e instó a los involucrados a liberar a los funcionarios gubernamentales arrestados. Los líderes golpistas devolvieron el poder unos días después, cuando el presidente prometió restaurar el gobierno democrático.
En julio de 2005, un cortador de la Guardia Costera de los Estados Unidos con una tripulación de 100 personas visitó Santo Tomé y Príncipe en un ejercicio de relaciones públicas. Carlos Neves, vicepresidente de la asamblea nacional declaró: "Desafortunadamente, los estadounidenses están interesados en Santo Tomé debido al petróleo, pero ese país existía antes de eso".
En noviembre de 2007, los Estados Unidos y Santo Tomé y Príncipe firmaron un acuerdo del [Umbral Challenge Corporation] del Programa Umbral por un valor de US $ 8,66 millones, diseñado para ayudar al país a mejorar sus indicadores de política fiscal al agilizar los procesos de registro de empresas, la administración tributaria y aduanera.

## Embajadores de Estados Unidos
La actual embajadora no residente de los Estados Unidos en Santo Tomé y Príncipe es Cynthia Helen Akuetteh.
Eric D. Benjaminson fue el embajador del 22 de noviembre de 2010 al 21 de mayo de 2013.